# Editorial Marco
Editorial Marco fue una editorial española, ubicada en Barcelona y dedicada a la cultura popular (folletines, tebeos y álbumes de cromos) desde 1924. Su nombre deriva del de su fundador, Tomás Marco Debón.

## Trayectoria editorial

### Inicios
Tomás Marco Debón, que anteriormente trabajaba en la Casa Editorial Vecchi, inició una línea de revistas infantiles, como La Risa Infantil (1925), Chiquitín (1925), Periquito (1927) o Rin tin Tin (1928), dirigidas a sectores populares y caracterizadas por la mezcla desprejuiciada de materiales de diferentes procedencias, cuando no el plagio, y siempre a un precio bajo (10 céntimos).
Ya en la siguiente década, lanzó Don Tito (1931), Cine Aventuras (1935) y PBT (1935). En la primera de ellas, se dio a conocer José María Canellas, quien llegó a ser director literario y escribió folletines y guiones de cuadernos de aventuras, de cuyo dibujo se encargaron Francisco Darnís (Los vampiros del aire) o Kevin Farrell.

### Tras la Guerra Civil
Primeramente imitó los productos de Hispano Americana con Gran Colección de Aventuras Gráficas (1940), Heroicos Episodios de Historia de España (1943) y Cine Gráfico (1944).
Logró mayor éxito con los tebeos humorísticos "La Risa" (1952) e Hipo, Monito y Fifí (1953), pero pronto entraron en crisis por la competencia de Editorial Bruguera. En el terreno del cuaderno de aventuras, probó con Castor el Invencible (1951) y Alan Duff (1952), triunfando sólo al retomar El Puma.

## Colecciones de tebeos
| Título                                                                 | Año                                              | Autoría                                      | Ejemplares                                 | Formato     | Tamaño                                         | Periodicidad | Precio facial en pesetas | Comentario                               |
| ---------------------------------------------------------------------- | ------------------------------------------------ | -------------------------------------------- | ------------------------------------------ | ----------- | ---------------------------------------------- | ------------ | ------------------------ | ---------------------------------------- |
| Risa Infantil, La                                                      | 1925                                             | Varios                                       | 641?                                       | Revista     | 35x25                                          | Semanal      | 0,10                     |                                          |
| Chiquitín                                                              | 1925                                             | Varios                                       | 553?                                       | Revista     | 32x22                                          |              |                          |                                          |
| Rin-tin-Tín                                                            | 1930, 1960                                       | Varios                                       | 443 (1ª edición), 269 (2ª edición)         | Revista     | 35x24                                          | Semanal      | 0,10                     | Luego renombrada como Davi y su fiel Roy |
| Don Tito                                                               | 1931                                             | Varios                                       | 117?                                       | Revista     | 32x22                                          |              |                          |                                          |
| PBT                                                                    | 1935, 1948                                       | Varios                                       | 1ª época: 88? 2ª época:64?                 | Revista     | 1ª época: 35x25 2ª época:24x16                 |              |                          |                                          |
| Cine-Aventuras                                                         | 1936                                             | Varios                                       | 52?                                        | Revista     | 39x28                                          | Semanal      | 0,10                     |                                          |
| Acrobática infantil                                                    |                                                  | Emilio Boix                                  | 164?                                       |             | 16 x 22                                        |              |                          |                                          |
| Red Dixon                                                              | 1947                                             | Joaquín Berenguer Artés/ Juan Martínez Osete | 70 (1ª serie), 96 (2ª serie), 22 (3 serie) | Cuaderno    | 17x24                                          | Semanal      | 3                        |                                          |
| Biblioteca especial para niños (1ª ép.) Hipo, Monito y Fifí (2ª época) | 1948, 1953                                       | Emilio Boix, etc.                            | 1ª época: 479? 2ª época: 114               | Revista     | 1ª época: 16x22 2ª época: 27x21                |              |                          |                                          |
| Castor el Invencible                                                   | 1951                                             | Joaquín Berenguer Artés/ Juan Martínez Osete | 48                                         | Cuadernillo | 17 x 24                                        |              |                          |                                          |
| Alan Duff                                                              | 1952                                             | Julio Vivas                                  | 30                                         |             | 17 x 24                                        |              |                          |                                          |
| Risa, La                                                               | 1952                                             | Varios                                       | 1ª época: 2ª época: 227? 3ª época:85?      | Revista     | 1ª época: 25x17 2ª época: 27x21 3ª época:26x21 |              |                          |                                          |
| Puma, El                                                               | 1946 (1ª serie), 1952 (2ª serie), 1953 (3 serie) |                                              | 24 (1ª serie), 60 (2ª serie), 60 (3 serie) | Cuadernillo | 17 x 24                                        |              |                          |                                          |

## Valoración
Para el investigador Pedro Porcel, las editoriales Ferma, Marco y Ricart constituyen los paradigmas de las editoriales modestas de los años cincuenta, encaminadas simplemente a producir el entretenimiento demandado por el público y siempre a rebufo de las más potentes Bruguera, Valenciana y Toray.
Según el historiador Antonio Martín, 

Marco representa el esfuerzo individual mantenido a lo largo de muchos años, con gran escasez de medios, para permanecer en un mercado cada vez más competitivo.